# Jurengraulis
Jurengraulis is een monotypisch geslacht van ansjovissen uit de orde van haringachtigen (Clupeiformes). 

## Soort
- Jurengraulis juruensis (Boulenger, 1898)